# Ферровиариу ди Мапуту (женский баскетбольный клуб)
Ферровиариу ди Мапуту женский баскетбольный клуб ( Clube Ferroviário de Maputo ) - женский баскетбольный клуб из Мапуту, Мозамбика. Команда выступает в мозамбикской лиге. Команда является одной из самых титулованных на континенте, трижды выиграв Кубок чемпионов ФИБА среди женских клубов Африки (2018, 2019 и 2024).

## История
Ферровиариу ди Мапуту был основан в 1924 году и управляется национальной железнодорожной организацией страны.
В 2018 году "Ферровиарио" выиграли свой первый титул и шестой титул своей страны в общем зачете, обыграв в финале пятикратный ангольский "Интерклуб" со счетом 59:56. Год спустя, в 2019 году, "Мапуту" завоевал свой второй титул, обыграв в финале рекордсмена "Интерклуба" со счетом 91:90 в овертайме. Ингвильд Мукауро был признан самым ценным игроком турнира.
В 2024 году обыграли в финале "Аль-Ахли" со счетом 81 : 72. 

## Достижения
Кубок чемпионов женских клубов ФИБА в Африке
- 1-е место, золотые призеры, чемпионы (3): 2018, 2019, 2024
- 2-е место, серебряный призер(и), занявшие вторые места (3): 2006, 2016, 2017
- 3-е место, бронзовый призер(и), третье место (2): 2015, 2022